# Rapetosaurus
Rapetosaurus (v překladu místního slova „obří ještěr“) byl rod středně velkého sauropodního dinosaura ze skupiny Titanosauria, objeveného americkými paleontology na Madagaskaru. Roku 2001 byl sauropod popsán pod druhovým názvem R. krausei, což je dosud jediný známý druh tohoto rodu. Zkameněliny tohoto sauropoda byly objeveny v souvrství Maevarano. 

## Zařazení
Blízce příbuzným rodem rapetosaurovi byl například indický Isisaurus nebo jihoamerický rod Arackar. Dalším blízkým příbuzným pak byl rovněž jihoamerický rod Titanomachya.

## Popis
Rapetosaurus byl stejně jako ostatní titanosauři masivně stavěným býložravým čtvernožcem s velmi dlouhým krkem, relativně malou hlavou, čtyřmi sloupovitými končetinami a dlouhým ocasem. Na poměry své skupiny nedosahoval obřích rozměrů, v dospělosti měřil na délku „pouze“ asi 15 metrů a dosahoval hmotnosti kolem 10 až 15 tun. Odhady pro menšího jedince FMNH PR2209 však činí jen zhruba 1923 kilogramů. To je přitom mnohem méně, než kolik měřil a vážil například jihoamerický Puertasaurus, žijící zhruba ve stejné době. Přesnější rozměry však na základě dostupných fosilií není možné odhadnout.

## Paleoekologie
Rapetosauři zřejmě spásali níže rostoucí vegetaci a žili v menších stádech. Největší nebezpečí pro ně mohli představovat velcí abelisauridi rodu Majungasaurus, kteří snad lovili především mláďata nebo přestárlé jedince tohoto rodu. Výzkum Kristiny C. Rodgersové z roku 2016 ukázal, že tito dinosauři přicházeli na svět velmi malí (hmotnost kolem 3,5 kg) a jejich tělesné proporce byly prakticky shodné s proporcemi dospělců.

## Populární kultura
Rapetosaurus se objevuje například v dokumentu Dinosaur Revolution z roku 2011.